# Лалла Хасна
Лалла Хасна (араб. للا حسناء‎; род. 19 ноября 1967, Рабат) — марокканская принцесса, младшая сестра короля Мухаммеда VI.

## Биография
Принцесса Лалла Хасна родилась 19 ноября 1967 года в Рабате в семье короля Хасана II и его супруги Лалла Латифы Хамму, став четвёртым ребёнком и младшей дочерью в королевской семье.
Получила среднее образование на родине, закончив Королевский колледж.
С 2001 года является председателем Фонда защиты окружающей среды, который был основан её братом Мухаммедом VI, в качестве которого она призывает граждан заботиться о защите окружающей среды, что по её мнению является обязанностью членов гражданского общества.
Помимо защиты окружающей среды, принцесса занимается проблемами жителей Марокко, возглавляя несколько благотворительных организаций, среди которых марокканская Ассоциация помощи больным детям Ассоциацию Аль-Ихсане и марокканская Лига помощи больным детям.